# یامینه
یامینه (به لاتین: Jaminy) یک روستا در لهستان است که در گمینا شتابین واقع شده‌است.